# 9K37 부크
9K37 부크(나토명 SA-11)는 소련, 러시아의 알마즈-안테이가 생산하는 중거리 지대공 미사일이다. 1979년에 배치되었다. 부크 미사일은 러시아판 호크 미사일이다.
전투기에 장착하는 공대공 미사일 버전으로 KS-172가 있다. 수직발사대를 구축함에 장착하는 경우, 미국의 시스패로와 비슷한 성능이다.

## 9K317 Buk-M2

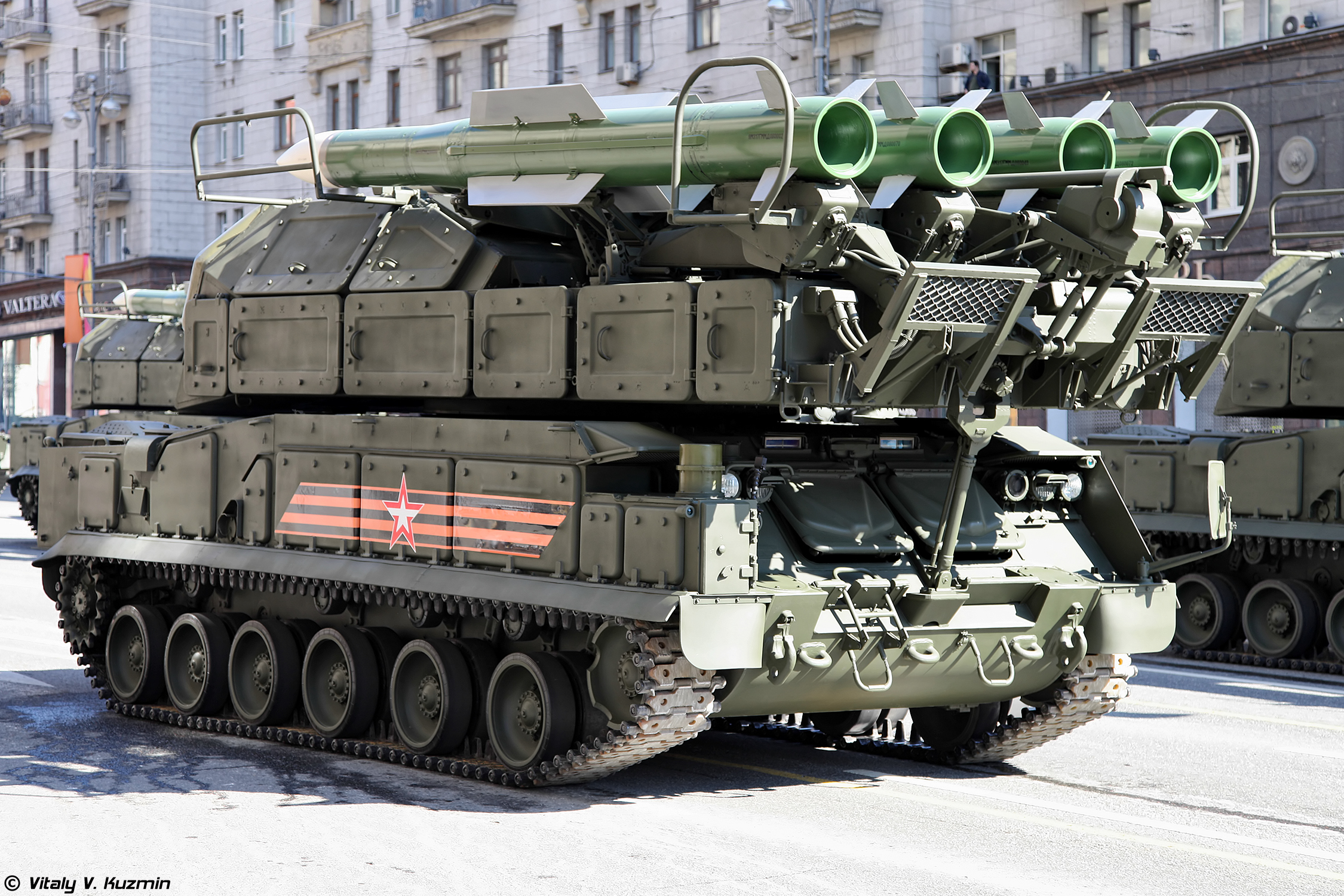
Buk-M2 중거리 지대공 미사일

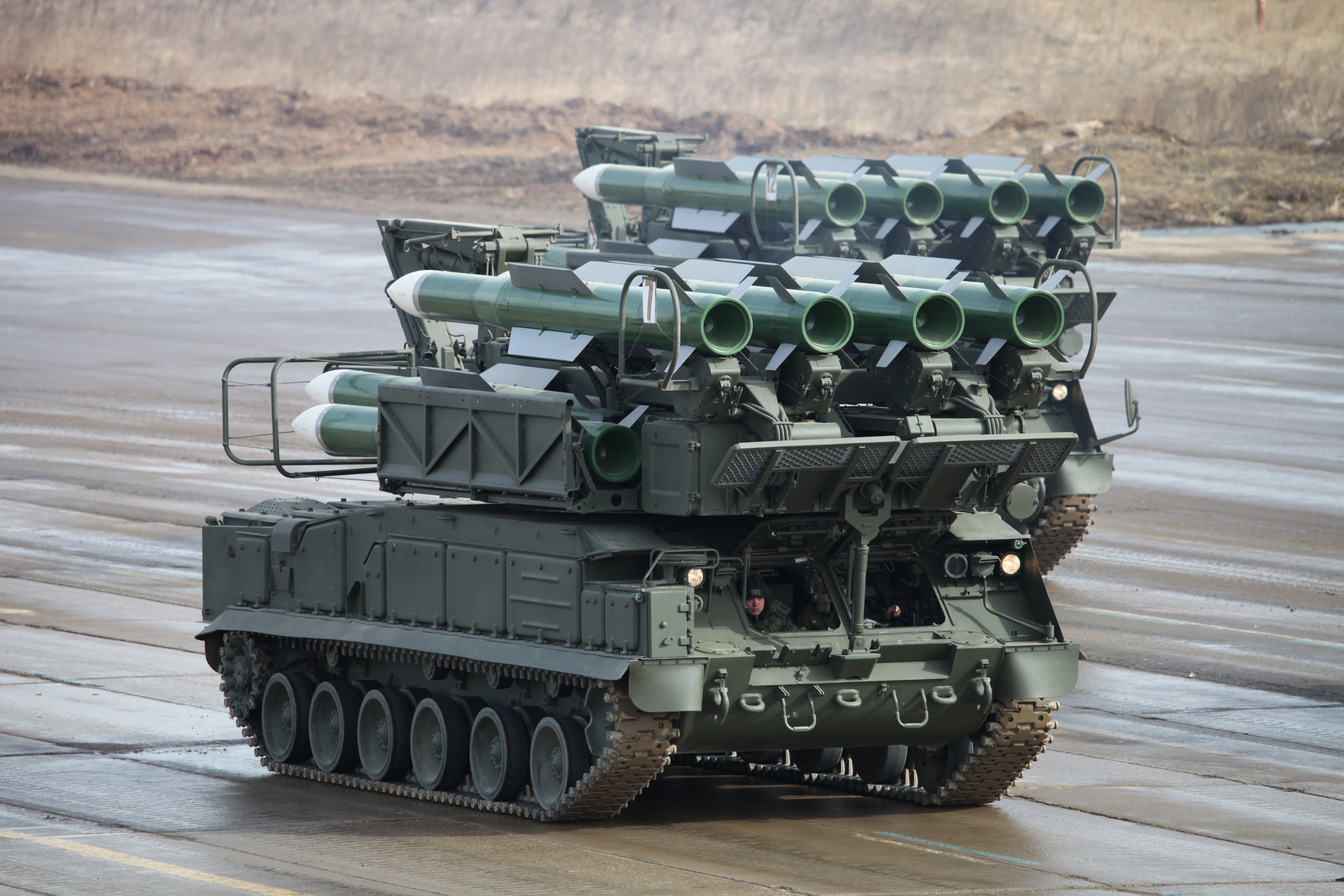
Buk-M2 중거리 지대공 미사일

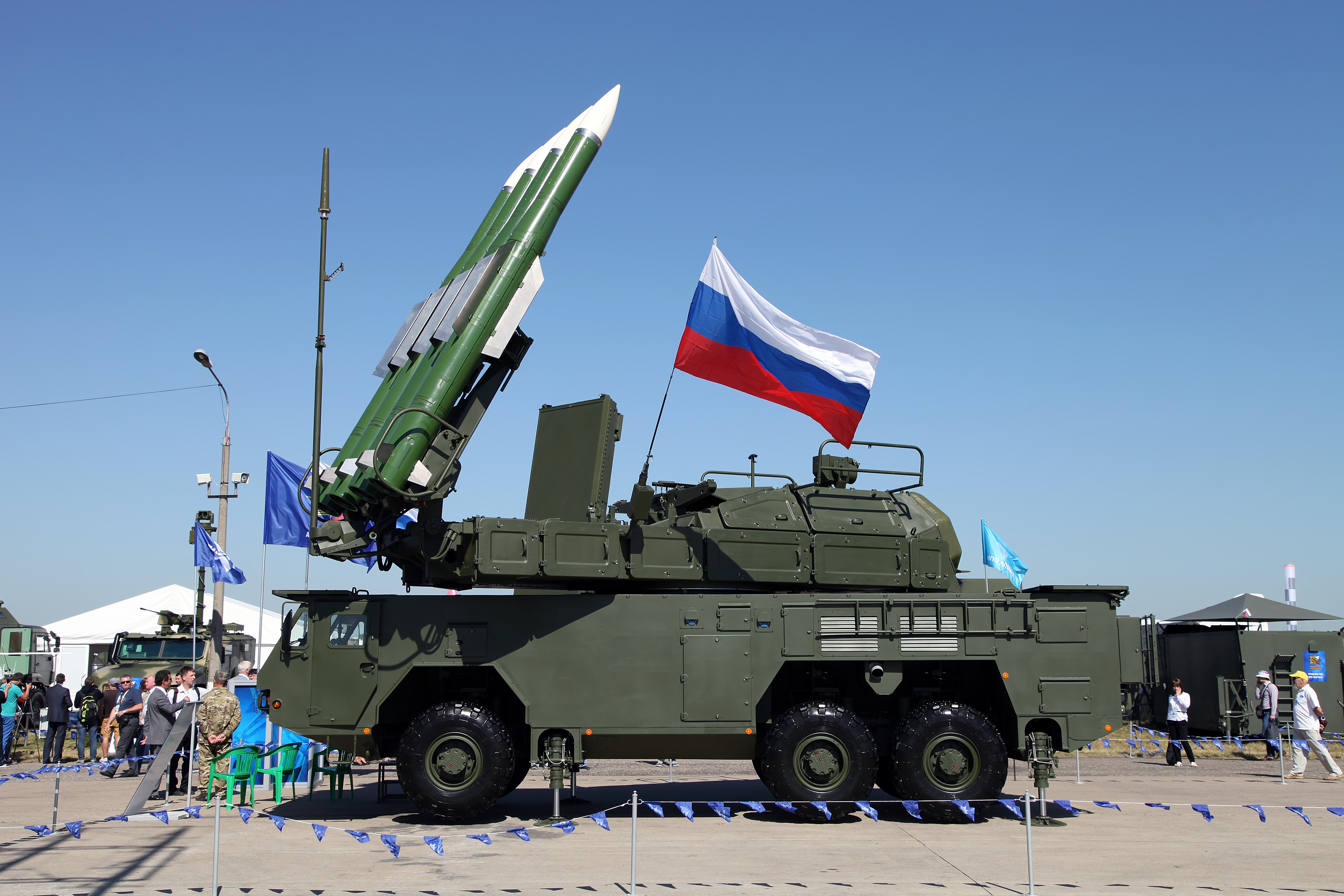
Buk-M2E 중거리 지대공 미사일

부크-M2는 1988년에 개발되어, 2008년에 실전배치되었다. 단거리 탄도 미사일을 요격할 수 있다.
360도를 커버하는 9С18М1-3 레이다의 RCS 1-2m2 목표물에 대한 탐지거리는 160 km이다.
120도를 커버하는 9S36-1 레이다의 탐지거리는 다음과 같다:
- RCS 1–2m2, 고도 3 km, 탐지거리 120 km
- RCS 1–2m2, 고도 10-15 m, 탐지거리 30-35 km

평시모드에서 5분 이내에 전투모드로 전환할 수 있다. 그러나 9S36-1 레이다의 가동준비시간은 10-15 분이다.
미사일 요격고도는 0,015-25 km이며, 미사일 사거리는 다음과 같다:
- 비행기 속도 830 m/s(마하 2.4), 고도 10 km, 사거리 3-40 km
- 비행기 속도 300 m/s(마하 0.9), 사거리 45 km
- 탄도 미사일, 사거리 20 km
- 순항미사일, 고도 100 m, 사거리 15-20 km

부크-M2E 시스템의 9М317 미사일은 무게 710 kg, 탄두중량 70 kg이며, 접근중인 F-15 전투기를 고도 25 km, 사거리 50 km에서 요격할 수 있다. 접근중인 랜스 미사일을 고도 16 km, 사거리 20 km에서 요격할 수 있다. 2016년 현재 미국은 랜스 미사일을 퇴역시키고 에이태킴스 미사일을 배치중인데, 둘은 성능이 비슷하므로, 부크 미사일의 요격성능도 비슷할 것으로 추정된다.

## 9K317M Buk-M3
9K317M 'Buk-M3' (9K37M3)를 개발중이다. 완전히 새로운 하드웨어를 사용한다.
3,000 m/s (마하 8.8) 속도의 탄도 미사일까지 요격할 수 있다. 요격가능고도 0.015–35 km (49–114,829 ft), 사거리 2.5–70 km (1.6–43.5 mi)이다. 2015년 시험발사를 시작했다. 2016년에 초도 생산분이 인도될 것이다. 1개의 부크-M3 미사일로 비행기 0.95, 전술 탄도 미사일 0.7, 순항미사일 0.8개를 요격할 수 있다.
7–10 m 높이로 날아가는 재즘 같은 순항미사일을 35 km 거리에서 탐지할 수 있으며, 17~18 km 거리에서 요격할 수 있다. Buk-M3 미사일의 속도는 1,550 m/s이다.
2016년 6월 알마즈-안테이는 카푸스틴 야르 미사일 시험장에서 Buk-M3 미사일로 탄도 미사일을 요격하는데 성공했다고 밝혔다.

## 말레이시아 여객기 격추
2014년 7월 17일, 우크라이나 동부, 러시아가 지원하는 반군이 장악한 페르보마이스크 상공에서, 말레이시아항공 소속 MH 17편 여객기가 부크 미사일에 격추되었다. 7월 17일 아침에 발사돼 MH 17 여객기를 격추시킨 뒤 다시 러시아로 돌아갔다.
2016년 9월 28일 부크 미사일 제조사 알마즈-안테이의 관계자가 모스크바에서 기자회견을 열어 국제조사단의 말레이시아 여객기 격추 조사 결과가 잘못되었으며, 우크라이나군이 발사했다고 주장했다.

## 패트리어트
1970년대 미국 레이시온의 호크 미사일은 2000년대 레이시온 패트리어트 미사일로 대체되었다. 1970년대 소련 알마즈-안테이의 SA-11 부크 미사일은 2000년대 알마즈-안테이의 SA-12로 대체되었다.
한국은 호크 미사일, 패트리어트 미사일, SA-12를 보유하고 있다. 북한은 SA-11, SA-12를 보유하고 있다. 1992년 삼성물산이 모스크바에서 SA-12 수입계약을 체결한 이후, 미국은 패트리어트 미사일을 구매하지 않고 러시아산 패트리어트인 SA-12를 배치하면, 상호운용성이 없기 때문에 격추 위험이 있어서, 미공군 전투기를 모두 철수하겠다고 아랍에미리트에 협박했다. 한국에는 철수하겠다고 직접 언론에서 언급하지는 않았지만, 상호운용성이 없다면서, 시험용 한두대만 수입하는데 동의하고 패트리어트를 설치해야만 한다고 주장했다.

## 사용국가
- 조선민주주의인민공화국
- 아제르바이잔
- 벨라루스
- 우크라이나
- 이집트
- 핀란드
- 조지아
- 인도
- 이란
- 중국
- 러시아
- 시리아
- 베네수엘라

## 제원
- 무게: 590 - 720 kg
- 고도: 25 km
- 사거리: 35 km 1979, 50 km (1988[3]) 70 km 2015
- 유도방식: 액티브 레이다 유도

## 같이 보기
- 토르 미사일